# Lijst van Nederlandse plaatsen met stadsrechten
Aan een aantal plaatsen in Nederland zijn ooit stadsrechten toegekend. Van sommige van de plaatsen op de lijst is niet bekend of, en zo ja wanneer, stadsrechten verleend zijn. Dat die plaatsen, met name de meeste Friese steden, evenals Appingedam en Groningen, een eigen stadsrecht bezaten, staat daarbij niet ter discussie.
De toekenning van stadsrechten heeft sinds de herzieningen van de grondwet in 1848 en de daaruit voortvloeiende Gemeentewet van 1851 geen betekenis meer. Vanuit sociaal-geografisch gezichtspunt hebben veel van deze plaatsen niet de bevolkingsaantallen die de benaming rechtvaardigen voor wat nu onder een stad wordt verstaan.

## Tabel
| Stad                       | (Huidige) provincie | Jaar                                               |
| -------------------------- | ------------------- | -------------------------------------------------- |
| Aardenburg                 | Zeeland             | voor 1187                                          |
| Abbekerk                   | Noord-Holland       | 1414                                               |
| Alkmaar                    | Noord-Holland       | 1254                                               |
| Almelo                     | Overijssel          | voor 1420                                          |
| Ameide                     | Utrecht             | 1277                                               |
| Amersfoort                 | Utrecht             | 1259                                               |
| Ammerstol                  | Zuid-Holland        | 1322                                               |
| Amsterdam                  | Noord-Holland       | 1306                                               |
| Appingedam                 | Groningen           | 1327                                               |
| Arnemuiden                 | Zeeland             | 1574                                               |
| Arnhem                     | Gelderland          | 1233                                               |
| Asperen                    | Gelderland          | 1314                                               |
| Assen                      | Drenthe             | 1809                                               |
| Austerlitz                 | Utrecht             | 1806                                               |
| Axel                       | Zeeland             | 1213                                               |
| Baarn                      | Utrecht             | omstreeks 1350                                     |
| Barsingerhorn-Haringhuizen | Noord-Holland       | 1415                                               |
| Batenburg                  | Gelderland          | 1349                                               |
| Bergen op Zoom             | Noord-Brabant       | voor 1212                                          |
| Berlikum                   | Friesland           | 1355                                               |
| Beverwijk                  | Noord-Holland       | 1298                                               |
| Bergeijk                   | Noord-Brabant       | 1331                                               |
| Biervliet                  | Zeeland             | 1183                                               |
| Blokzijl                   | Overijssel          | 1672                                               |
| Bolsward                   | Friesland           | 1455                                               |
| Borculo                    | Gelderland          | 1375                                               |
| Breda                      | Noord-Brabant       | 1198-1212                                          |
| Bredevoort                 | Gelderland          | vóór 1388                                          |
| Brielle                    | Zuid-Holland        | 1306                                               |
| Bronkhorst                 | Gelderland          | 1482                                               |
| Brouwershaven              | Zeeland             | 1403                                               |
| Bunschoten                 | Utrecht             | 1383                                               |
| Buren                      | Gelderland          | 1395                                               |
| Coevorden                  | Drenthe             | 1408                                               |
| Culemborg                  | Gelderland          | 1318                                               |
| Delden                     | Overijssel          | vóór 1322; opnieuw in 1333                         |
| Delft                      | Zuid-Holland        | 1246                                               |
| Delfshaven                 | Zuid-Holland        | 1818                                               |
| Delfzijl                   | Groningen           | 1819                                               |
| Deventer                   | Overijssel          | 1123                                               |
| Doesburg                   | Gelderland          | 1237                                               |
| Doetinchem                 | Gelderland          | 1236                                               |
| Dokkum                     | Friesland           | 1298                                               |
| Domburg                    | Zeeland             | 1223                                               |
| Dordrecht                  | Zuid-Holland        | 1220                                               |
| Echt                       | Limburg             | 1343                                               |
| Edam                       | Noord-Holland       | 1357                                               |
| Eembrugge                  | Utrecht             | 1300                                               |
| Eemnes-Binnen              | Utrecht             | 1439                                               |
| Eemnes-Buiten              | Utrecht             | 1352                                               |
| Eindhoven                  | Noord-Brabant       | 1232                                               |
| Elburg                     | Gelderland          | 1233                                               |
| Emmeloord                  | Flevoland           | 1992                                               |
| Enkhuizen                  | Noord-Holland       | 1355                                               |
| Enschede                   | Overijssel          | 1325                                               |
| Franeker                   | Friesland           | 1374                                               |
| Geertruidenberg            | Noord-Brabant       | 1213                                               |
| Geervliet                  | Zuid-Holland        | 1381                                               |
| Gendt                      | Gelderland          | 1233                                               |
| Genemuiden                 | Overijssel          | 1275                                               |
| Gennep                     | Limburg             | vóór 1371                                          |
| Goedereede                 | Zuid-Holland        | 1312                                               |
| Goes                       | Zeeland             | 1405                                               |
| Goor                       | Overijssel          | 1263                                               |
| Gorinchem                  | Zuid-Holland        | 1382                                               |
| Gouda                      | Zuid-Holland        | 1272                                               |
| Grafhorst                  | Overijssel          | 1333                                               |
| 's-Gravenhage              | Zuid-Holland        | 1806                                               |
| 's-Gravenzande             | Zuid-Holland        | 1246                                               |
| Gramsbergen                | Overijssel          | 1442                                               |
| Grave                      | Noord-Brabant       | 1233                                               |
| Groenlo                    | Gelderland          | 1277                                               |
| Grootebroek (of Broek)     | Noord-Holland       | 1364                                               |
| Haarlem                    | Noord-Holland       | 1245                                               |
| Haastrecht                 | Zuid-Holland        | 1396                                               |
| Hardenberg                 | Overijssel          | 1362                                               |
| Harderwijk                 | Gelderland          | 1231                                               |
| Harlingen                  | Friesland           | 1234                                               |
| Hasselt                    | Overijssel          | 1252                                               |
| Hattem                     | Gelderland          | 1299                                               |
| Heenvliet                  | Zuid-Holland        | 1469                                               |
| 's-Heerenberg              | Gelderland          | 1379                                               |
| Helmond                    | Noord-Brabant       | 1232                                               |
| Hem                        | Noord-Holland       | 1414                                               |
| 's-Hertogenbosch           | Noord-Brabant       | 1184                                               |
| Heukelum                   | Gelderland          | 1391                                               |
| Heusden                    | Noord-Brabant       | 1318                                               |
| Hindeloopen                | Friesland           | 1225                                               |
| Hoogwoud                   | Noord-Holland       | 1414                                               |
| Hoorn                      | Noord-Holland       | 1357                                               |
| Huissen                    | Gelderland          | 1314                                               |
| Hulst                      | Zeeland             | 1180                                               |
| IJlst                      | Friesland           | 1268                                               |
| IJsselstein                | Utrecht             | 1363                                               |
| IJzendijke                 | Zeeland             | 1303                                               |
| Kampen                     | Overijssel          | 1236                                               |
| Kessel                     | Limburg             | 1312                                               |
| Klundert                   | Noord-Brabant       | 1357                                               |
| Kortgene                   | Zeeland             | 1431                                               |
| Laag-Keppel                | Gelderland          | 1404                                               |
| Langedijk                  | Noord-Holland       | 1415                                               |
| Leerdam                    | Utrecht             | 1407                                               |
| Leeuwarden                 | Friesland           | 1285                                               |
| Leiden                     | Zuid-Holland        | vóór 1266                                          |
| Lochem                     | Gelderland          | 1233                                               |
| Maasbommel                 | Gelderland          | 1328                                               |
| Maassluis                  | Zuid-Holland        | 1814                                               |
| Maastricht                 | Limburg             | vóór 1204                                          |
| Medemblik                  | Noord-Holland       | 1289                                               |
| Megen                      | Noord-Brabant       | 1357                                               |
| Meppel                     | Drenthe             | 1644 / 1809                                        |
| Middelburg                 | Zeeland             | 1217, vermoedelijk al voor 1215                    |
| Monnickendam               | Noord-Holland       | 1355                                               |
| Montfoort                  | Utrecht             | 1329                                               |
| Montfort                   | Limburg             | 1294                                               |
| Muiden                     | Noord-Holland       | 1122                                               |
| Naarden                    | Noord-Holland       | 1351                                               |
| Stede Niedorp              | Noord-Holland       | 1415                                               |
| Nieuwpoort                 | Zuid-Holland        | 1283                                               |
| Nieuwstadt                 | Limburg             | 1263 of 1271                                       |
| Nijkerk                    | Gelderland          | 1413                                               |
| Nijmegen                   | Gelderland          | 1230 (vrijstad)                                    |
| Oisterwijk                 | Noord-Brabant       | 1230                                               |
| Oldenzaal                  | Overijssel          | tussen 1233 en 1249                                |
| Ommen                      | Overijssel          | 1248                                               |
| Oostburg                   | Zeeland             | 1237                                               |
| Oosterhout                 | Noord-Brabant       | 1809                                               |
| Ootmarsum                  | Overijssel          | 1325                                               |
| Oss                        | Noord-Brabant       | 1399                                               |
| Oudewater                  | Utrecht             | 1265                                               |
| Philippine                 | Zeeland             | 1506                                               |
| Purmerend                  | Noord-Holland       | 1410                                               |
| Ravenstein                 | Noord-Brabant       | 1380                                               |
| Reimerswaal                | Zeeland             | 1374                                               |
| Rhenen                     | Utrecht             | 1250-1258                                          |
| Rijssen                    | Overijssel          | 1243                                               |
| Roermond                   | Limburg             | 1231                                               |
| Rotterdam                  | Zuid-Holland        | 1299, opnieuw in 1340                              |
| Schagen                    | Noord-Holland       | 1415                                               |
| Schellinkhout              | Noord-Holland       | 1402                                               |
| Schiedam                   | Zuid-Holland        | 1275                                               |
| Schoonhoven                | Zuid-Holland        | 1280                                               |
| Sint Anna ter Muiden       | Zeeland             | 1242                                               |
| Sint-Maartensdijk          | Zeeland             | 1491                                               |
| Sint-Oedenrode             | Noord-Brabant       | 1232                                               |
| Sittard                    | Limburg             | 1243                                               |
| Sloten                     | Friesland           | 1426                                               |
| Sluis                      | Zeeland             | 1290                                               |
| Sneek                      | Friesland           | 1456                                               |
| Spanbroek                  | Noord-Holland       | 1414                                               |
| Staverden                  | Gelderland          | 1298                                               |
| Stavoren                   | Friesland           | 1058-1068 (?)                                      |
| Steenbergen                | Noord-Brabant       | 1272                                               |
| Steenwijk                  | Overijssel          | 1327                                               |
| Susteren                   | Limburg             | 1276                                               |
| Terborg                    | Gelderland          | 1419                                               |
| Terneuzen                  | Zeeland             | 1584                                               |
| Texel                      | Noord-Holland       | 1415                                               |
| Tholen                     | Zeeland             | 1366                                               |
| Thorn                      | Limburg             | dertiende eeuw                                     |
| Tiel                       | Gelderland          | dertiende eeuw                                     |
| Tilburg                    | Noord-Brabant       | 1809                                               |
| Utrecht                    | Utrecht             | 1122                                               |
| Valkenburg                 | Limburg             | 1452                                               |
| Veere                      | Zeeland             | 1355                                               |
| Venlo                      | Limburg             | 1343                                               |
| Vianen                     | Utrecht             | 1336                                               |
| Vlaardingen                | Zuid-Holland        | 1273                                               |
| Vlissingen                 | Zeeland             | 1315                                               |
| Vollenhove                 | Overijssel          | 1354                                               |
| Vreeland                   | Utrecht             | 1265                                               |
| Waalwijk                   | Noord-Brabant       | 1303                                               |
| Wageningen                 | Gelderland          | 1263                                               |
| Weert                      | Limburg             | 1414                                               |
| Weesp                      | Noord-Holland       | 1355                                               |
| Wessem                     | Limburg             | vermoedelijk voor 1118 maar in elk geval voor 1329 |
| Westkapelle                | Zeeland             | 1223                                               |
| Westwoud                   | Noord-Holland       | 1414                                               |
| Wieringen                  | Noord-Holland       | 1432                                               |
| Wijk bij Duurstede         | Utrecht             | 1300                                               |
| Willemstad                 | Noord-Brabant       | 1585                                               |
| Wilsum                     | Overijssel          | 1331                                               |
| Winkel                     | Noord-Holland       | 1415                                               |
| Winschoten                 | Groningen           | 1819                                               |
| Woerden                    | Utrecht             | 1372                                               |
| Workum                     | Friesland           | 1399                                               |
| Woudrichem                 | Noord-Brabant       | 1284                                               |
| Zaandam                    | Noord-Holland       | 1812                                               |
| Zaltbommel                 | Gelderland          | 1231                                               |
| Zevenaar                   | Gelderland          | 1487                                               |
| Zevenbergen                | Noord-Brabant       | 1427                                               |
| Zierikzee                  | Zeeland             | 1217-1222, vernieuwd in 1248                       |
| Zutphen                    | Gelderland          | 1190                                               |
| Zwolle                     | Overijssel          | 1230                                               |

## Verdwenen steden
- Burghorn, stadsrechten in 1492, is nooit ontwikkeld tot stad. Als buurtschap opgegaan in de bebouwde kom van Schagen.
- Delfshaven, stadsrechten in 1825, is in 1886 als woonwijk opgegaan in Rotterdam.
- Gasperde, stadsrechten in 1382, is in 1405 tijdens de Arkelse Oorlogen verwoest. Later werd hier het dorp Hagestein gesticht.
- Geyne, stadsrechten in 1295, werd in 1333 door de Hollanders verwoest en niet meer opgebouwd. Op deze plaats ligt nu Nieuwegein.
- Hughevliet, stadsrechten in de 13e eeuw, is verdronken in de golven.
- Niervaart, stadsrechten in 1357, is verdronken in de golven. Later werd op dezelfde plaats Klundert gesticht, dat eveneens stadsrechten kreeg.
- Reimerswaal, stadsrechten in 1374, is verdronken in de golven.

## Verloren stadsrechten
Sinds de grondwetsherziening van 1848 is het begrip stadsrechten komen te vervallen. Er zijn plaatsen die in een eerder stadium hun stadsrechten kwijtraakten:
- De plannen uit 1806 om van Austerlitz een stad te maken werden nooit ten volle geïmplementeerd. In 1812 werd de plaats heringedeeld bij Zeist.
- Eembrugge heeft sinds 1300 stadsrechten, die officieel nooit zijn afgenomen. Omdat het zich niet ontwikkelde, werd het al snel niet meer als stad beschouwd. In de tijd van de Republiek der Zeven Verenigde Nederlanden had het geen zitting in de Staten van Utrecht en in het Koninkrijk der Nederlanden werd het geen zelfstandige stad.
- Nijenstede kreeg vóór 1362 stadsrechten, deze werden overgelegd naar de plaats Hardenberg, doordat de meeste bewoners daarheen verhuisden in verband met de burcht die er destijds werd gebouwd.
- Noordwijk kreeg op 1 april 1398 stadsrechten verleend, maar graaf Albrecht nam de verleningsbrieven op 12 maart 1399 weer terug, omdat de indieners niet gerechtigd waren tot een dergelijk verzoek (formeel is er dus geen sprake van verleende stadsrechten).[39]
- Roosendaal verloor zijn in 1809 verworven stadsrechten in 1814, na de totstandkoming van het Koninkrijk der Nederlanden.[29]
- Staverden is vergelijkbaar met Eembrugge: het kreeg in 1298 stadsrechten, die nooit formeel zijn afgenomen, maar gold in feite niet als stad. Het had geen zitting in de Staten van de Kwartieren en werd in het Koninkrijk der Nederlanden geen zelfstandige stad.
- In 1426 verloren vrijwel alle West-Friese 'plattelandssteden' de stadsrechten die ze in de meeste gevallen pas tien tot twintig jaar eerder hadden verkregen. Dit vanwege hun steun aan Jacoba van Beieren in de Hoekse en Kabeljauwse twisten. De meeste steden kregen hun rechten binnen enige tientallen jaren weer terug, met uitzondering van de stede Wognum, die onder de jurisdictie van Hoorn werd gesteld en niet meer zelfstandig werd.

Ook zijn er plaatsen die vergaande stedelijke rechten kregen. Deze worden soms tot de plaatsen met stadsrechten gerekend, omdat deze bundel aan stedelijke rechten in de praktijk bijna hetzelfde effect had als echte stadsrechten. Het gaat in dit verband om de plaatsen Diepenheim, Kuinre, Linne, Obdam-Hensbroek, Sas van Gent, Sijbekarspel, Wijdenes en Oosterleek.

## Overige bijzondere gevallen

### Berlikum
Het Friese Berlikum (Berltsum) had mogelijk al voor 1355 stadsrechten. Dit zou onder meer blijken uit aanduidingen van de plaats en het bestuur in correspondentie en oorkonden. Volgens de toenmalige gemeente Menaldumadeel waar Berlikum deel van uitmaakte, sinds 2018 opgegaan in de nieuwe gemeente Waadhoeke, is nooit bewezen dat Berlikum ooit stadsrechten gehad heeft.

### Blokzijl
Hoewel Blokzijl door stadhouder Willem III stadsrechten kreeg verleend, werden deze niet door de Staten van Overijssel erkend. Dit stadsrecht wordt in de literatuur dan ook beschouwd als een 'onbevoegd' verleend stadsrecht.

### Den Haag
Den Haag heeft nooit officieel stadsrechten ontvangen, maar genoot wel van alle bijbehorende privileges, zoals het recht om een markt te houden.  
In 1806 verleende Lodewijk Napoleon, de broer van Napoleon Bonaparte en destijds koning van Holland, Den Haag de eretitel van stad. Vier jaar later, in 1810, bevestigde Napoleon zelf deze titel opnieuw.

### Emmeloord
Aan Emmeloord, de hoofdplaats van de gemeente Noordoostpolder, werden in 1992 bij wijze van ludieke actie 'stadsrechten' verleend. Dit werd gedaan door de commissaris van de Koningin van Noord-Holland uit naam van de Staten van Holland, die in de tijd van de Republiek over dit deel van de Zuiderzee hadden geheerst. Uiteraard is deze ceremonie zonder betekenis, aangezien de Nederlandse wet geen steden erkent en Emmeloord geen zelfstandige entiteit is.